# Evacanthus extrema
Evacanthus extrema är en insektsart som beskrevs av Walker 1851. Evacanthus extrema ingår i släktet Evacanthus och familjen dvärgstritar. Inga underarter finns listade i Catalogue of Life.